# Parc des expositions de Toulouse
Le parc des expositions de Toulouse est l'ancien parc des expositions de Toulouse où jusqu'en 2020 le complexe était consacré aux salons événementiels et aux compétitions sportives. Il était situé sur l'île du Ramier près du centre de Toulouse. 
L’exploitant du parc des expositions était GL Events, qui exploite aussi le nouveau parc des expositions ou Meett, pour une durée de 20 ans.

## Histoire
Le parc d'exposition a été construit entre 1952 et 1966 sur l'île du Ramier par l'architecte Pierre Glénat. 
- 1984 : projet de la transformation du parc.
- 1987 : construction du hall 4 qui relie tous les halls entre eux. Inauguré par François Mitterrand.
- 1990 : ouverture du hall 6 d'une superficie de 7 200 m2.
- 2020 : début du réaménagement de l'emplacement de l'ancien parc des expositions[2].
- Fin 2020 démolition des bâtiments du Parc des Expositions[3].

En 2021, l'ancien parc des expositions est remplacé par une "prairie".

### Nouveau parc des expositions
Un nouveau parc des expositions a ouvert ses portes le 1er septembre 2020.

## Parc des expositions

### L'infrastructure
Sur une surface totale de 90 000 m2 dont 40 000 m2 couvert répartie sur 9 Halls.
| Hall 1   | Hall 2   | Hall 3   | Hall 4   | Hall 5   | Hall 6   | Hall 7   | Hall 8   | Hall 9   |
| -------- | -------- | -------- | -------- | -------- | -------- | -------- | -------- | -------- |
| 3 473 m2 | 3 588 m2 | 4 631 m2 | 7 409 m2 | 4 722 m2 | 6 936 m2 | 4 756 m2 | 2 030 m2 | 1 593 m2 |

### Événements principaux

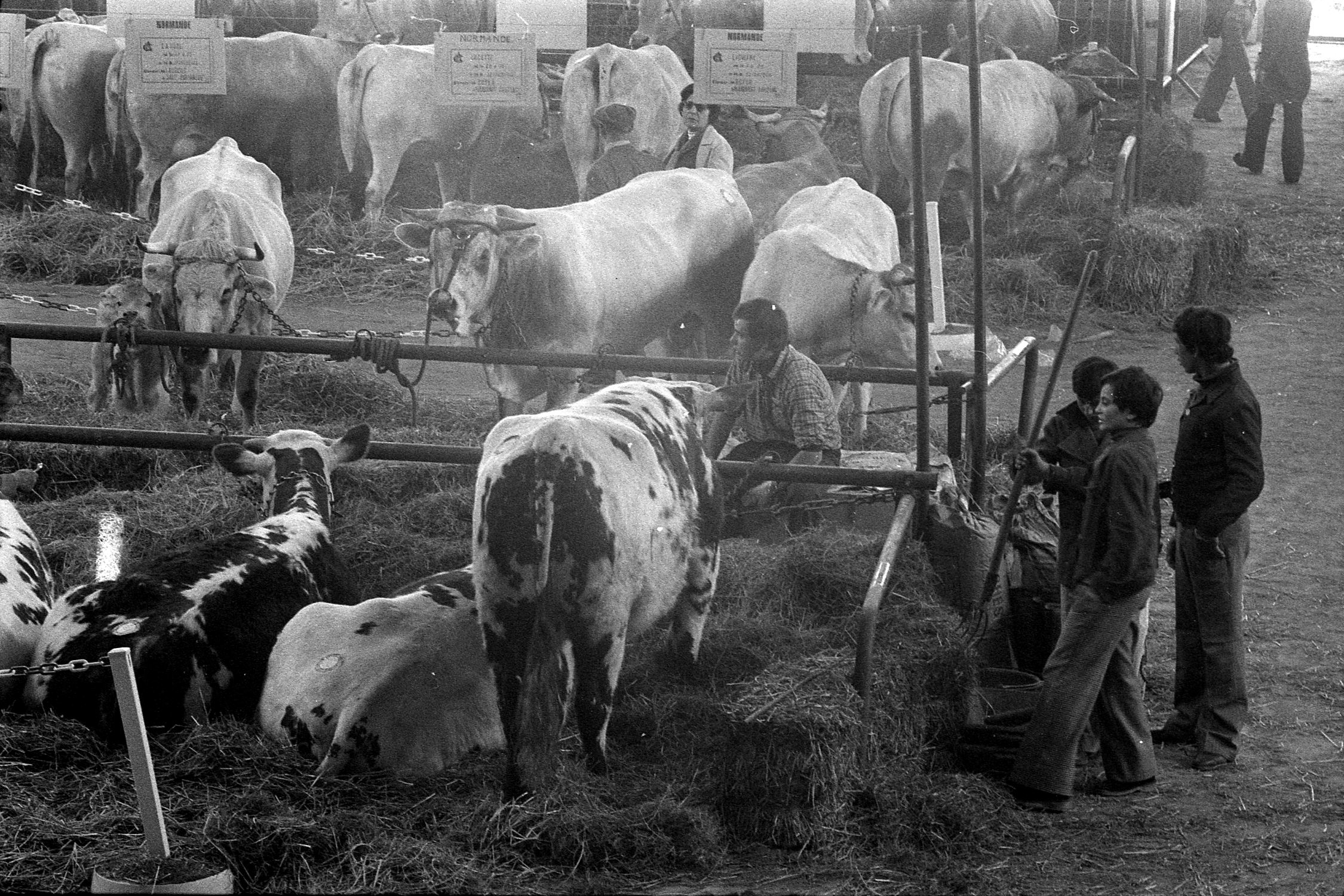
44e Concours agricole, 1978. Photographie par André Cros, Archives municipales de Toulouse.

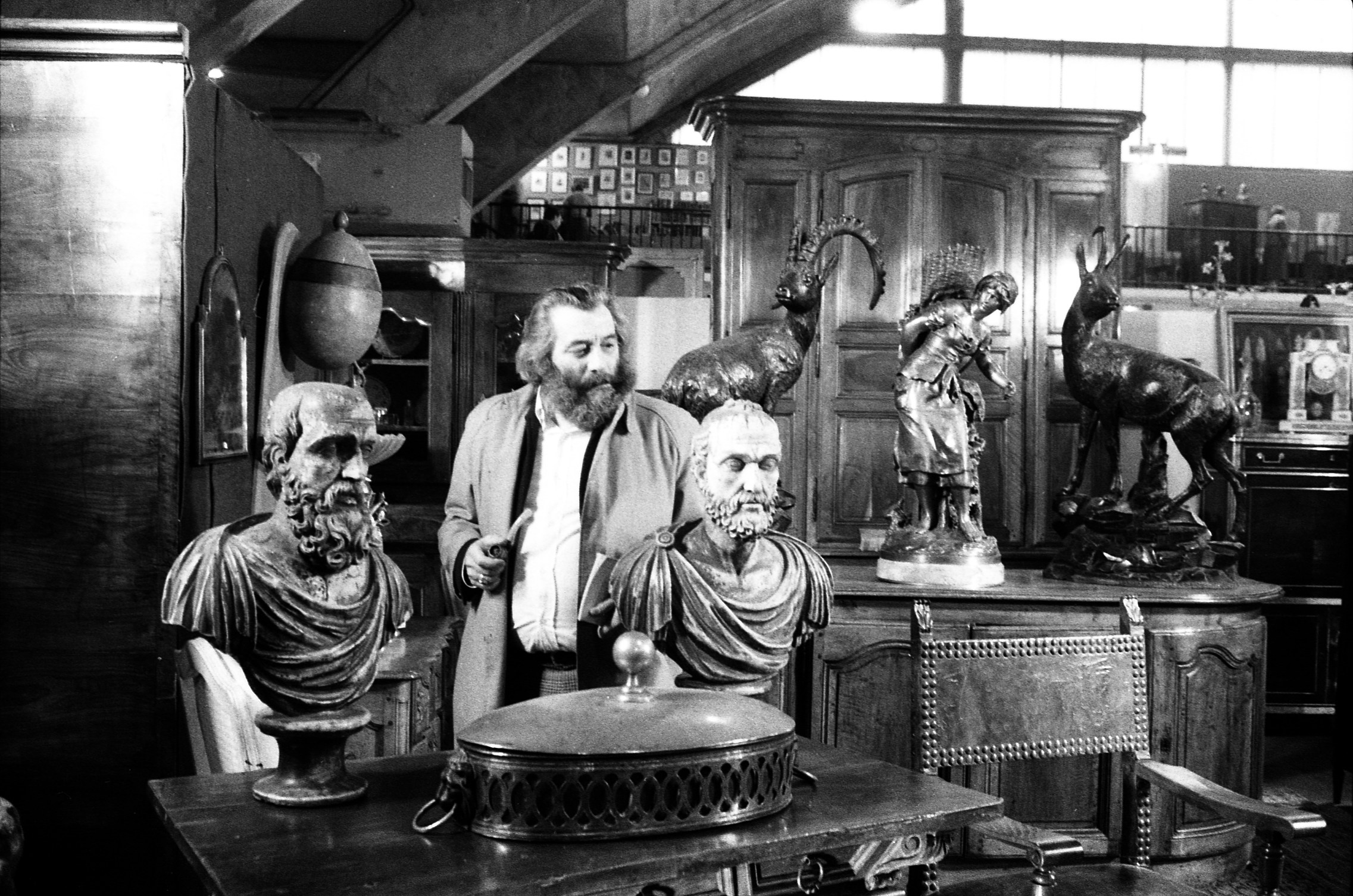
Salon des Antiquaires, 1980. Photographie par André Cros, Archives municipales de Toulouse.

- Sisqua, Foire internationale de Toulouse, Toulouse Game Show, salon des loisirs créatifs, Infosup, Salon de l'Habitat, Siane, salon des Antiquaires, salon des Artisans d’art[7]...

### Accès
Le parc des expositions était accessible :
- En bus avec la ligne 31 reliant Compans-Caffarelli au  Grand Rond qui s'arrête à proximité, au niveau de l'arrêt Ile du Ramier du tramway
- En voiture par la sortie 24 du périphérique.
- En tramway,    avec la station Île du Ramier.
- En métro avec les stations Palais de justice ou Empalot du  .

## Exploitant
L'exploitant est la société de communication (groupe d'entreprise) groupe GL Events. Depuis 2002, la société gère l'ancien parc des expositions ainsi que le centre des congrès Pierre Baudis. 
Il bénéficiera de la délégation de service public (DSP) du futur Parc des expositions de Toulouse pour une durée de 20 ans (de 2020 à 2040).